# Brush
Brush è un centro abitato (city) degli Stati Uniti d'America, situato nella contea di Morgan dello Stato del Colorado. Nel censimento del 2000 la popolazione era di 5.117 abitanti.

## Geografia fisica
Secondo i rilevamenti dell'United States Census Bureau, Brush si estende su una superficie di 6,3 km².